# Schlosslabor (Tübingen)

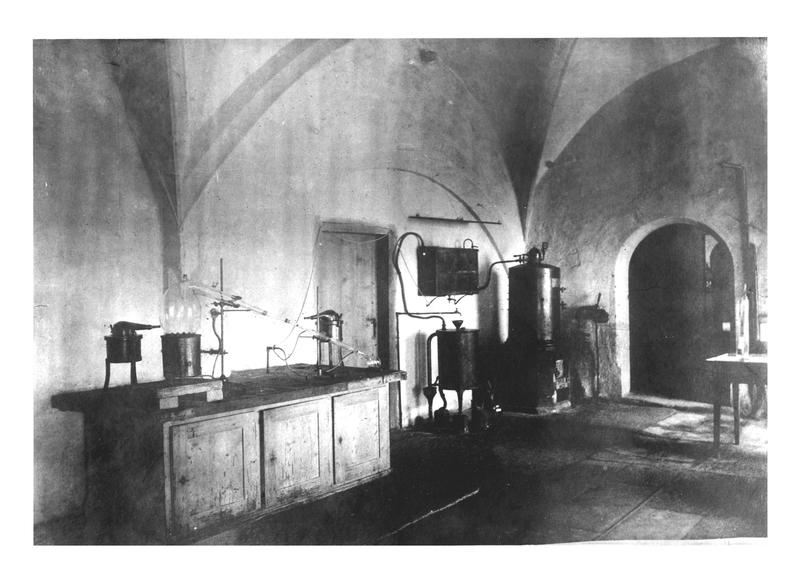
Historische Ansicht des Schlosslabors

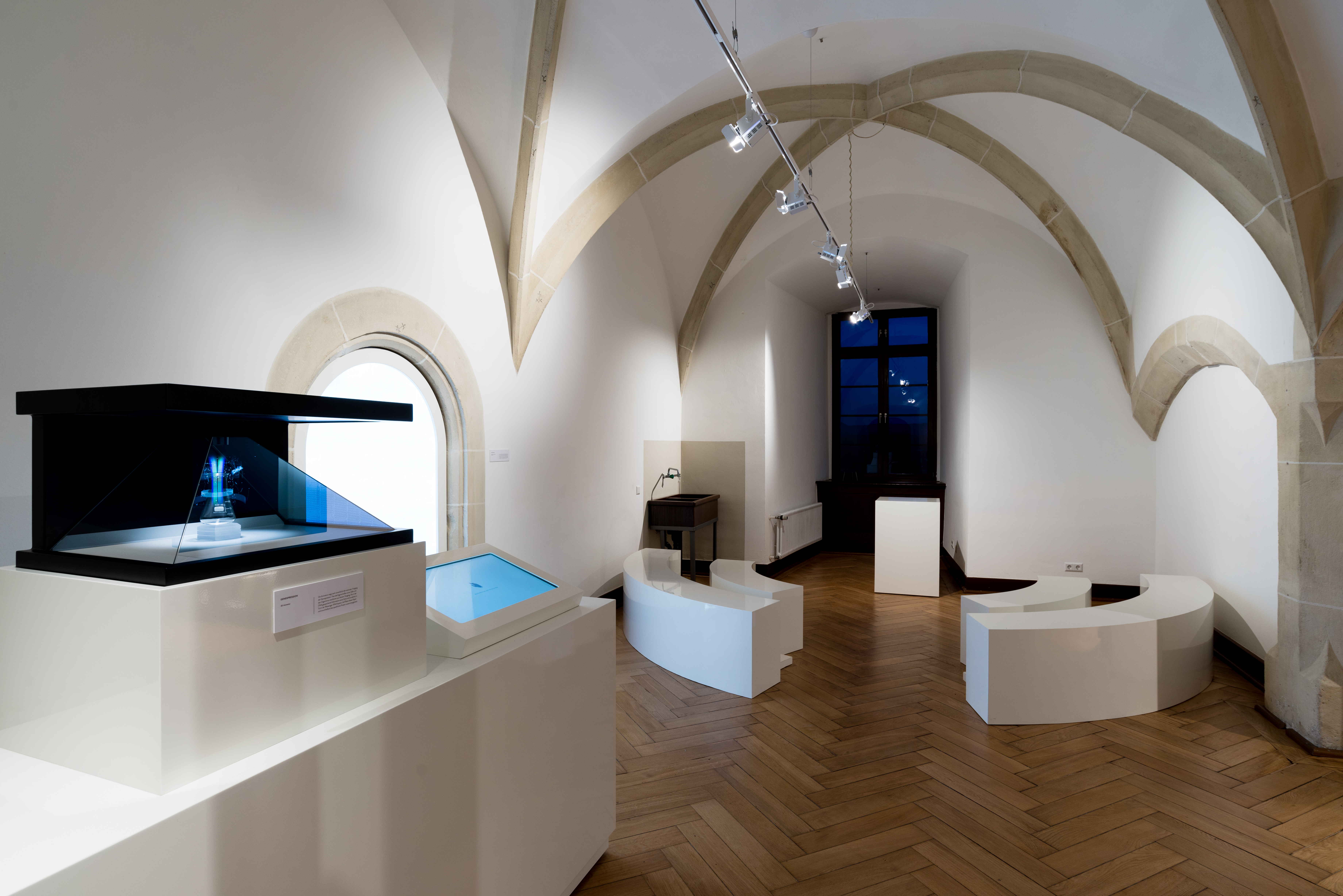
Ehemaliges Schlosslabor, jetzt Ausstellungsraum, links die 3D-Animation der Genexpression

Das historische Schlosslabor befand sich in der ehemaligen Küche des Schlosses Hohentübingen, einem Raum mit Renaissance-Gewölben. Hier ist seit November 2015 ein kleines Museum eingerichtet.

## Geschichte
1818 entstand in der ehemaligen Schlossküche ein chemisches Laboratorium der Universität Tübingen. Hier arbeiteten unter anderem die frühen Biochemiker Julius Eugen Schlossberger (in den Jahren 1846 bis 1860), Felix Hoppe-Seyler (von 1861 bis 1872), der Entdecker der Sauerstoffbindung des Hämoglobins, und Gustav Hüfner (von 1872 bis 1885).
Im Jahr 1869 isolierte dort Hoppe-Seylers Schüler, der aus der Schweiz stammende Mediziner Friedrich Miescher, im Alter von 24 Jahren erstmals die menschliche Erbsubstanz. Diese Zellteile nannte er „Nuklein“, ohne allerdings ihre Funktion bereits ganz zu verstehen. Es waren die Nukleinsäuren DNS und RNS, die Träger der Erbinformation. Mieschers Forschungsresultat war bahnbrechend für die späteren Erkenntnisse in der Vererbungswissenschaft und gilt heute vielen als die bedeutendste Tübinger Entdeckung.

## Heutige Ausstellung
Das auch als Wiege der Biochemie bezeichnete einstige Labor wurde viele Jahrzehnte lediglich als Technik- und Lagerraum genutzt. Seit November 2015 ist es als Teil des Museums der Universität MUT hergerichtet und zu besichtigen. Dies wurde unter anderem mit einer Spende des Tübinger Biotech-Unternehmens CureVac möglich.
Im neuen Museumsraum ist die Tübinger Biochemie von den Anfängen im Schlosslabor bis in die Gegenwart dargestellt. Historische Geräte und Präparate geben einen Eindruck von der Laborarbeit im 19. Jahrhundert, interaktive Medien vermitteln Einblicke in die moderne biochemische Forschung. Im Zentrum der Präsentation steht das bislang nicht öffentlich zugängliche, originale Reagenzglas Friedrich Mieschers mit Nukleinsäure. Der Raum kann während der Öffnungszeiten des Museums der Universität Tübingen MUT besucht werden.

## Weitere Bilder

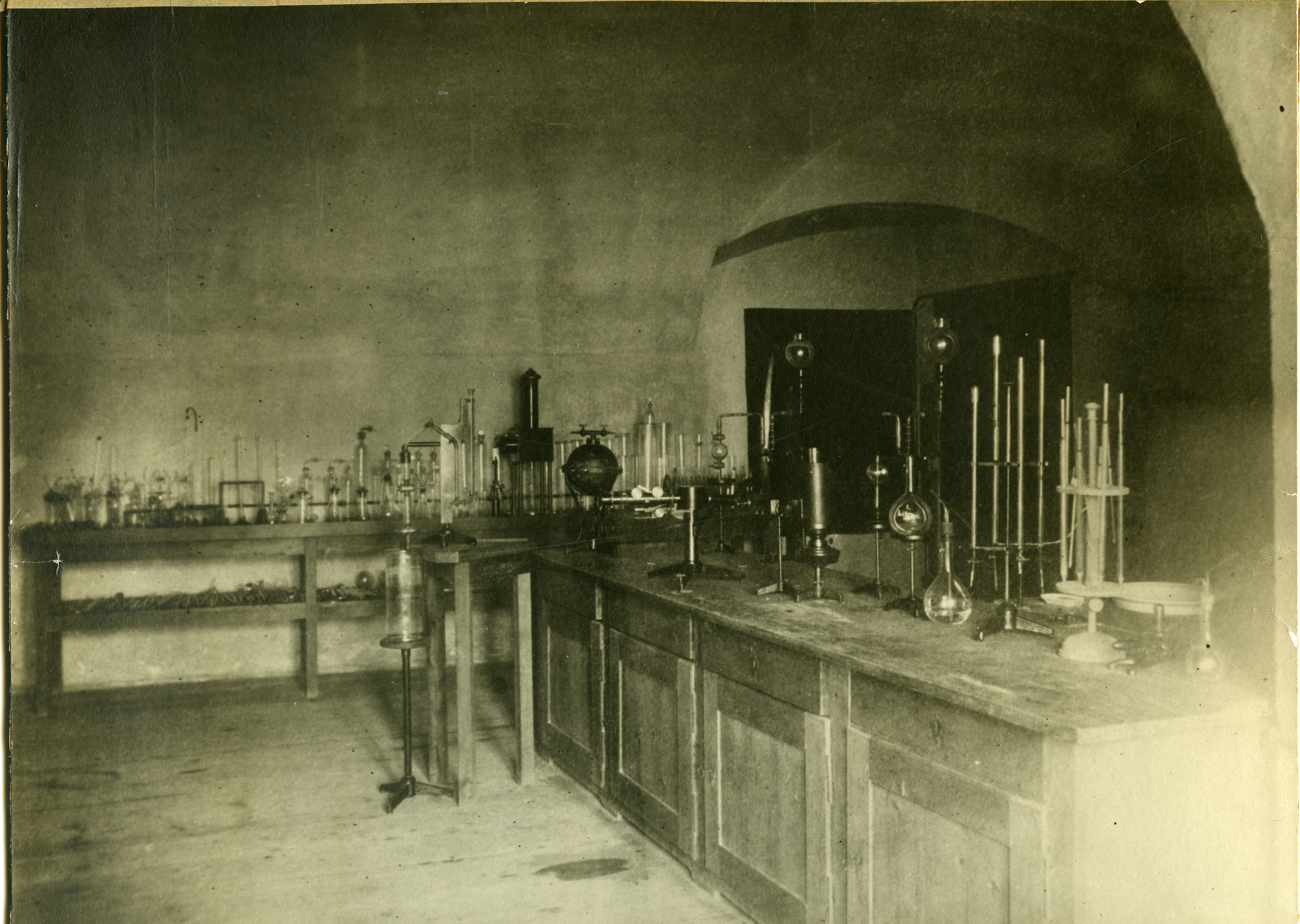
Schlosslabor-Nebenraum Arbeitsfoto
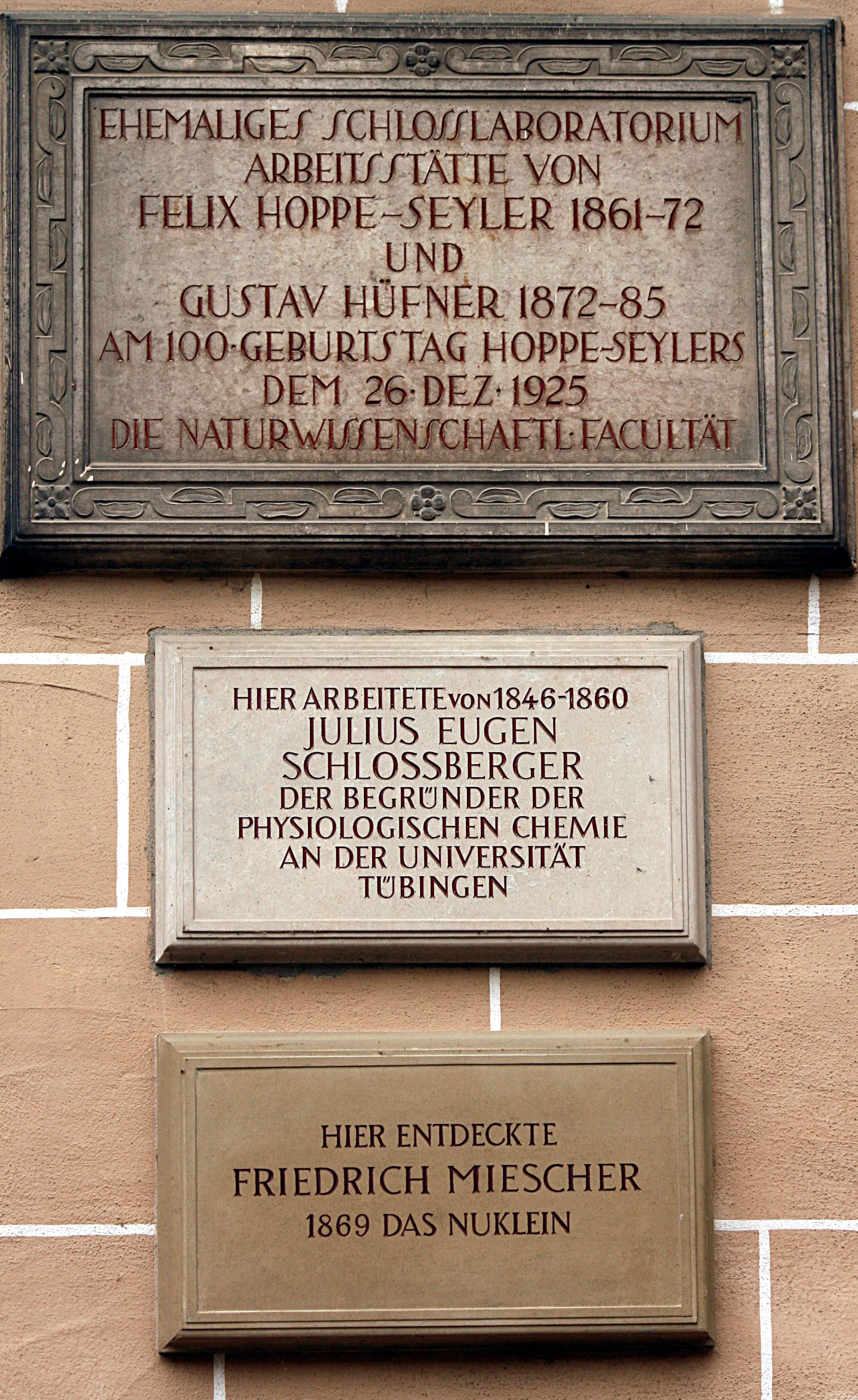
Drei Gedenktafeln zum Schlosslaboratorium